# Sinngrund
Sinngrund este o arie protejată (arie specială de conservare — SAC, sit de importanță comunitară — SCI) din Germania întinsă pe o suprafață de 414,28 ha, integral pe uscat.

## Localizare
Centrul sitului Sinngrund este situat la coordonatele 50°07′01″N 9°39′37″E / 50.1169°N 9.6603°E.

## Înființare
Situl Sinngrund a fost declarat sit de importanță comunitară în martie 2001 pentru a proteja 11 specii de animale. Situl a fost protejat și ca arie specială de conservare în aprilie 2016.

## Biodiversitate
Situată în ecoregiunea continentală, aria protejată conține 4 habitate naturale: Cursuri de apă de la nivel de câmpie la nivel montan, cu vegetație Ranunculion fluitantis și Callitricho-Batrachion, Liziere de ierburi înalte hidrofile de câmpie și de nivel montan până la alpin, Fânețe de joasă altitudine (Alopecurus pratensis, Sanguisorba officinalis), Păduri aluvionare cu Alnus glutinosa și Fraxinus excelsior (Alno-Padion, Alnion incanae, Salicion albae).
La baza desemnării sitului se află mai multe specii protejate:
- păsări (7): minunița (Aegolius funereus), pescăruș albastru (Alcedo atthis), barză neagră (Ciconia nigra), ciocănitoare neagră (Dryocopus martius), muscar-gulerat (Ficedula albicollis), ciuvică (Glaucidium passerinum), gaia roșie (Milvus milvus)
- mamifere (1): castor (Castor fiber)
- nevertebrate (2): phengaris nausithous (Maculinea nausithous), Maculinea teleius
- pești (1): cicar (Lampetra planeri)

Pe lângă speciile protejate, pe teritoriul sitului au mai fost identificate 1 specie de reptile.